# Bothriechis guifarroi
Bothriechis guifarroi е вид отровна змия от семейство Отровници (Viperidae).

## Разпространение и местообитание
Видът е разпространен в планинските влажни гори на Северен Хондурас. Среща се на надморска височина между 1015 и 1450 метра в резервата за диви животни Тексигуат.

## Описание
Възрастните достигат на дължина до 73,4 cm, при дължина на опашката от 13,6 cm.
Тези змии са ярко оцветени в зелено, с жълтеникав оттенък към вентралната страна. Младите преминават през зелена и кафява фаза, преди да придобият оцветяването на възрастните.